# Cheix-en-Retz
Cheix-en-Retz település Franciaországban, Loire-Atlantique megyében. Lakosainak száma 1172 fő (2022. január 1.). Cheix-en-Retz Brains, Le Pellerin, Port-Saint-Père és Rouans községekkel határos.

## Népesség
A település népességének változása:
| Lakosok száma | 308  | 367  | 442  | 699  | 973  | 1027 | 1067 | 1120 | 1152 | 1172 |
|               | 1968 | 1982 | 1990 | 2006 | 2013 | 2015 | 2017 | 2019 | 2020 | 2022 |